# Krize středního věku
Krizí středního věku je označován přechod identity a sebedůvěry, ke kterému může dojít u jedinců středního věku, obvykle ve věku 45 až 65 let. Tento jev je popisován jako psychologická krize způsobená událostmi, které mohou souviset se zvyšujícím se věkem člověka, nevyhnutelnou smrtelností či případným nedostatkem životních úspěchů. Tato psychologická krize může vyvolat pocity intenzivní deprese, lítosti a silné úzkosti. Dále může vyvolat touhu po zachování mladistvosti, provést zásadní změnu životního stylu nebo změnit minulá rozhodnutí a události.
Termín zavedl Elliott Jaques v roce 1965. Modernější výzkum ukázal, že se nejedná o fázi, kterou většina lidí ve středním věku skutečně prožívá. Objevily se pochybnosti o existenci jevu jako takového.

## Krize vs. stresory
Od 80. let akademický výzkum odmítá představu krize středního věku jako fáze, kterou prochází většina dospělých. Je možné, že typ osobnosti a historie předcházející psychologické krizi některé lidi k této „tradiční“ krizi středního věku předurčují. Jedinci procházející krizí středního věku trpí různými příznaky a vykazují různorodou škálu chování.
Je důležité pochopit rozdíl mezi krizí středního věku a stresorem středního věku. Střední věk je určen mezi 45 a 64 lety, kdy lidé často hodnotí svůj vlastní život. Mnoho stresorů středního věku je často mylně označováno jako krize středního věku. Každodenní stresory se sčítají a bývají vnímány jako o krize, ve skutečnosti se jedná o „přetížení“. Ženy i muži jsou vystaveni více stresujících faktorů kvůli více současným rolím jako manželé, rodiče, zaměstnanci, děti atd.
Studie naznačují, že některé kultury mohou být k tomuto jevu náchylnější než jiné; dle jedné studie existuje jen málo důkazů o výskytu krize středního věku v japonských a indických kulturách, což vyvolává otázku, zda je krize středního věku hlavně kulturním konstruktem.
Střední věk je dle výzkumu často obdobím reflexe a přehodnocování, které ale nemusí být vždy doprovázeno psychologickými otřesy obecně spojovanými s „krizí středního věku“. Lidé, kteří změnili kariéru nebo zaměstnání na začátku pracovního života méně pravděpodobně zažijí krizi v období středního věku.
Některé výzkumy navíc tvrdí, že celkové štěstí a spokojenost lidí je ve středním věku běžně nejnižší; linie spokojenosti během života tvoří „tvar U“. „Krize středního věku“ tedy nemusí být zřetelnou, akutní událostí, ale přirozeným a předvídatelným výsledkem životního vzorce.

## Výskyt
Krize se může objevit ve věku mezi 45 a 64 lety. Trvá přibližně 3 až 10 let u mužů a 2 až 5 let u žen. Krize může být způsobena samotným stárnutím nebo stárnutím v kombinaci se změnami, problémy či lítostí nad:
- prací nebo kariérou (nebo jejich nedostatkem)
- manželskými vztahy (nebo absencí vztahu)
- dospíváním dětí (nebo bezdětností)
- stárnutím nebo smrtí rodičů
- fyzickými změnami spojenými se stárnutím

Krize středního věku se může projevit jinak u mužů a žen kvůli odlišnosti stresorů. Dle amerického kulturního stereotypu, muž procházející krizí středního věku nakupuje luxusní zboží např. závodní auto, nebo vyhledává intimní vztah s mladší ženou. Někteří muži hledají plodné ženy, se kterými ale nutně nemají v úmyslu plodit potomky. Krize středního věku u mužů je častěji způsobena problémy v práci, u žen osobním hodnocením jejich rolí. I když jsou mezi ženami a muži v průběhu krize středního věku rozdíly, oba mohou čelit intenzivním emocím.
Jednou z hlavních charakteristik krize středního věku je předpoklad, že střední věk postižených bude pravděpodobně negativním způsobem rušivý a potenciálně stresující. Výzkum psychologa Olivera Robinsona charakterizuje každé desetiletí života popisem událostí nebo situací konkrétních pro tato věková období. Popisuje možný začátek krize na počátku 20. let, kdy se člověk obvykle snaží zorientovat ve svém životě. Pozdější věkové období mezi 50 a 60 lety může obnášet onemocnění nebo myšlenky na smrt. Blížící se konec může člověka ve středním věku utvrdit v potřebě žít život dle očekávání.
Jednotlivci prožívající krizi středního věku mohou pociťovat:
- hluboký pocit lítosti nad nenaplněnými cíli
- strach z ponížení mezi úspěšnějšími kolegy
- touhu dosáhnout pocitu mladistvosti
- potřebu trávit více času o samotě nebo s určitými vrstevníky
- zvýšený smysl pro vlastní sexualitu nebo jeho nedostatek
- nudu, zmatek, zášť nebo hněv kvůli jejich nespokojenosti s manželským, pracovním, zdravotním, ekonomickým nebo sociálním postavením
- ambice napravit přešlapy z mládí[13]

## Léčba a prevence
Během těchto let obvykle dochází k fyzickým změnám, jakými jsou přibývání na váze, vrásky, ochablá kůže či vypadávání vlasů. Pravidelné cvičení a výživná strava mohou pomáhat udržovat fyzické a duševní zdraví člověka během tohoto období.
Zásadní změny provedené v mládí mohou člověka před krizí středního věku ochránit. Příklad podporující takovou teorii vychází z výzkumu, který provedla Dr. Susan Krauss Whitbourne. Lidé, kteří změnili zaměstnání dříve než ve středním věku, měli větší pocit generativity, když tohoto věku dosáhli. Pocítili také motivaci vyhnout se stagnaci a touhu pomoci prosperovat mladší generaci. Toto je psychologická fáze navržená Erikem Eriksonem, která popisuje normální fázi, kterou během let středního věku dospělí procházejí.

## Teoretický základ
Pojem krize středního věku zavedli následovníci Sigmunda Freuda, kteří tvrdili, že myšlenky člověka během středního věku jsou poháněny strachem z hrozící smrti. Ačkoli se krizi středního věku v poslední době dostalo více pozornosti v populární kultuře než serióznímu výzkumu, existuje několik teoretických konstruktů, které toto přesvědčení podporují. Jungianova teorie tvrdí, že střední věk je klíčem k individuaci, procesu seberealizace a sebeuvědomění, který s sebou nese mnoho potenciálních paradoxů.
Erik Eriksonova životní fáze generativity versus stagnace se s myšlenkou krize středního věku shoduje. Erikson věřil, že v této fázi dospělí začínají pociťovat tlak a odhodlání zlepšovat život příštích generací. V této fázi si člověk uvědomí nevyhnutelnost vlastní smrti a touhu po vytvoření lepšího světa pro budoucí generace, aby lidská rasa mohla růst. Stagnace je nedostatek psychologického cvičení nebo růstu. Člověk je stěží schopen pomoci své vlastní rodině, natož pomoci komunitě. Ti, kteří zažívají stagnaci, neinvestují do růstu sebe ani ostatních.

## Kritika
Někteří lidé zcela zpochybnili existenci krize středního věku. Dle jedné studie 23 % účastníků pocítilo „krizi středního věku“, ale při hlubším zkoumání pouze třetina z nich – 8 % z celkového počtu – uvedla, že krize souvisí s myšlenkami na stárnutí.
15 % dotázaných popsalo jako "krizi středního věku" významné životní události nebo přechody, jako je rozvod nebo ztráta zaměstnání ve středním věku. I když není pochyb o tom, že tyto události mohou být traumatizující – související emoční reakce mohou být k nerozeznání od deprese.